# Alice (Alice ở xứ sở thần tiên)
Alice là một nhân vật hư cấu và là nhân vật chính trong cuốn tiểu thuyết thiếu nhi của Lewis Carroll mang tên Alice ở xứ sở thần tiên (1865) và phần tiếp theo của nó, Nhìn qua gương soi (1871). Alice là một đứa trẻ sinh ra giữa thời đại Victoria, câu chuyện bắt đầu khi cô vô tình bước vào cuộc phiêu lưu dưới lòng đất sau khi rơi xuống một hố thỏ dẫn đến Wonderland. Trong phần tiếp theo, cô bước qua một tấm gương và lạc vào thế giới khác.
Nhân vật Alice bắt nguồn từ những câu chuyện mà Carroll kể để mua vui cho chị em nhà Liddell khi ông chèo thuyền trên dòng sông Isis với người bạn Robinson Duckworth. Câu chuyện vẫn tiếp tục được kể trong những chuyến chèo thuyền tiếp theo. Mặc dù tên của Alice có thể dựa trên tên của Alice Liddell nhưng các học giả không đồng tình về tầm ảnh hưởng của Liddell đối với việc xây dựng nhân vật Alice. Carroll miêu tả đặc điểm của Alice là "trìu mến và dịu dàng", "hòa nhã với tất cả mọi người", "dễ tin người" và "cực kỳ tò mò". Cô cũng được nhiều người coi là thông minh, lịch thiệp và hoài nghi những kẻ cường quyền. Bên cạnh đó, một số nhà phê bình lại nhận thấy nhiều khía cạnh tiêu cực trong tính cách của cô. Diện mạo của cô trong bản phác thảo ban đầu với tựa đề Cuộc phiêu lưu của Alice dưới lòng đất có sự thay đổi trong bản phát hành chính thức và phần tiếp theo. Người minh họa cho vẻ bề ngoài của cô là họa sĩ biếm họa chính trị John Tenniel.
Alice đã được xem như một biểu tượng văn hóa. Nhiều người mô tả cô khác xa với hình tượng nhân vật chính thiếu nhi thường thấy ở thế kỷ 19. Thành công của hai cuốn sách Alice đã truyền cảm hứng cho nhiều tác phẩm nối tiếp, tác phẩm giễu nhại và phỏng theo với các nhân vật chính có tính khí tương tự như Alice. Ngoài ra, nhiều nhà phê bình đã phân tích, diễn giải cô thông qua nhiều cách tiếp cận khác nhau. Sau này, cô vẫn còn xuất hiện và tái hiện trong nhiều tác phẩm chuyển thể khác, bao gồm cả phim của Walt Disney (1951).

## Đặc điểm

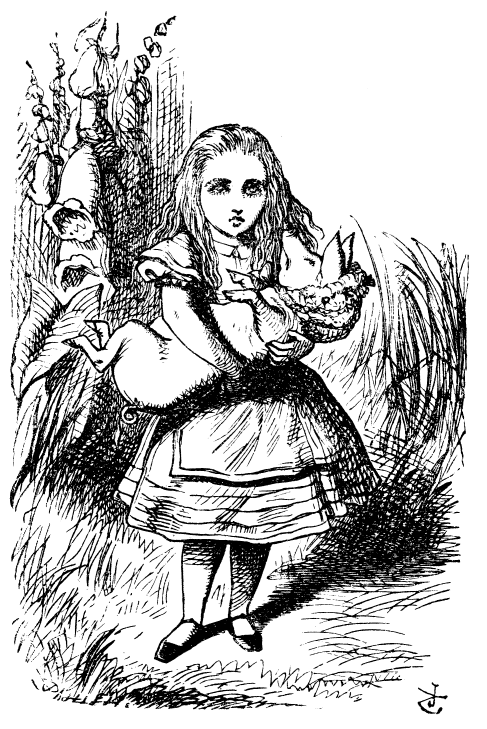
Hình minh họa của John Tenniel về Alice và con heo trong tác phẩm Alice ở xứ sở thần tiên (1865)

Alice là nhân vật thiếu nhi hư cấu sống giữa thời đại Victoria. Trong phần Alice ở xứ sở thần tiên (1865) lấy mốc thời gian là ngày 4 tháng 5, nhân vật được nhiều người cho là mới 7 tuổi. Bởi vì Alice cho biết tuổi thật của mình là bảy tuổi rưỡi trong phần tiếp theo lấy mốc thời gian là ngày 4 tháng 11. Theo nguyên văn của hai tác phẩm Alice thì tác giả Lewis Carroll thường không đề cập gì đến ngoại hình của nhân vật chính. Thông tin chi tiết về cuộc đời cô có thể khám phá từ văn bản trong 2 cuốn sách. Ở nhà, cô có một người chị lớn hơn cô rất nhiều, một người em trai, một con mèo nuôi tên là Dinah, một y tá cao tuổi và một gia sư, người dạy cô học từ chín giờ sáng. Ngoài ra, có một số đoạn trong backstory tiết lộ rằng cô còn đi học buổi sáng ở một trường học. Giai tầng của Alice có sự đa dạng, khi thì có thể thuộc tầng lớp thượng lưu, khi thì trung lưu hoặc một phần của giai cấp tư sản.
Khi viết về tính cách của cô trong "Alice trên sân khấu" (tháng 4 năm 1887), Carroll mô tả cô là "trìu mến và dịu dàng", "hòa nhã với tất cả mọi người", "đáng tin cậy", "vô cùng tò mò và thiết tha yêu Đời chỉ khi đang tận hưởng giờ khắc vui vẻ của tuổi thơ, khi mọi thứ tươi mới và đẹp đẽ, và khi Tội lỗi và Buồn phiền chỉ còn là những tên gọi – những câu từ sáo rỗng không gợi nhiều ý nghĩa!". Nhiều nhà phê bình miêu tả đặc điểm Alice là "ngây thơ", "giàu trí tưởng tượng", hướng nội, tính tình nhìn chung là tốt, thường hay chỉ trích những kẻ cường quyền, và có trí khôn. Một số nhà phê bình khác lại tìm thấy Alice ở khía cạnh tiêu cực, cho rằng cô thường thể hiện sự thiếu tử tế trong các cuộc trò chuyện với muông thú ở Wonderland, thể hiện hành động bạo lực với Thằn lằn Bill bằng cách đá anh lên không trung và trái với xuất thân từ môi trường giáo dục, cô thường thiếu tinh tế và nói năng bất lịch sự.
Việc nhân vật Alice có phải là nguyên bản của Alice Liddell không vẫn đang gây nhiều tranh cãi. Một số nhà phê bình nhận định nhân vật là Liddell hoặc viết rằng cô truyền cảm hứng cho nhân vật. Một số người khác cho rằng Carroll xem nhân vật chính và Liddell là tách biệt nhau. Theo Carroll, nhân vật Alice trong tác phẩm không dựa trên bất kỳ đứa trẻ có thật nào mà hoàn toàn là hư cấu.

## Phát triển

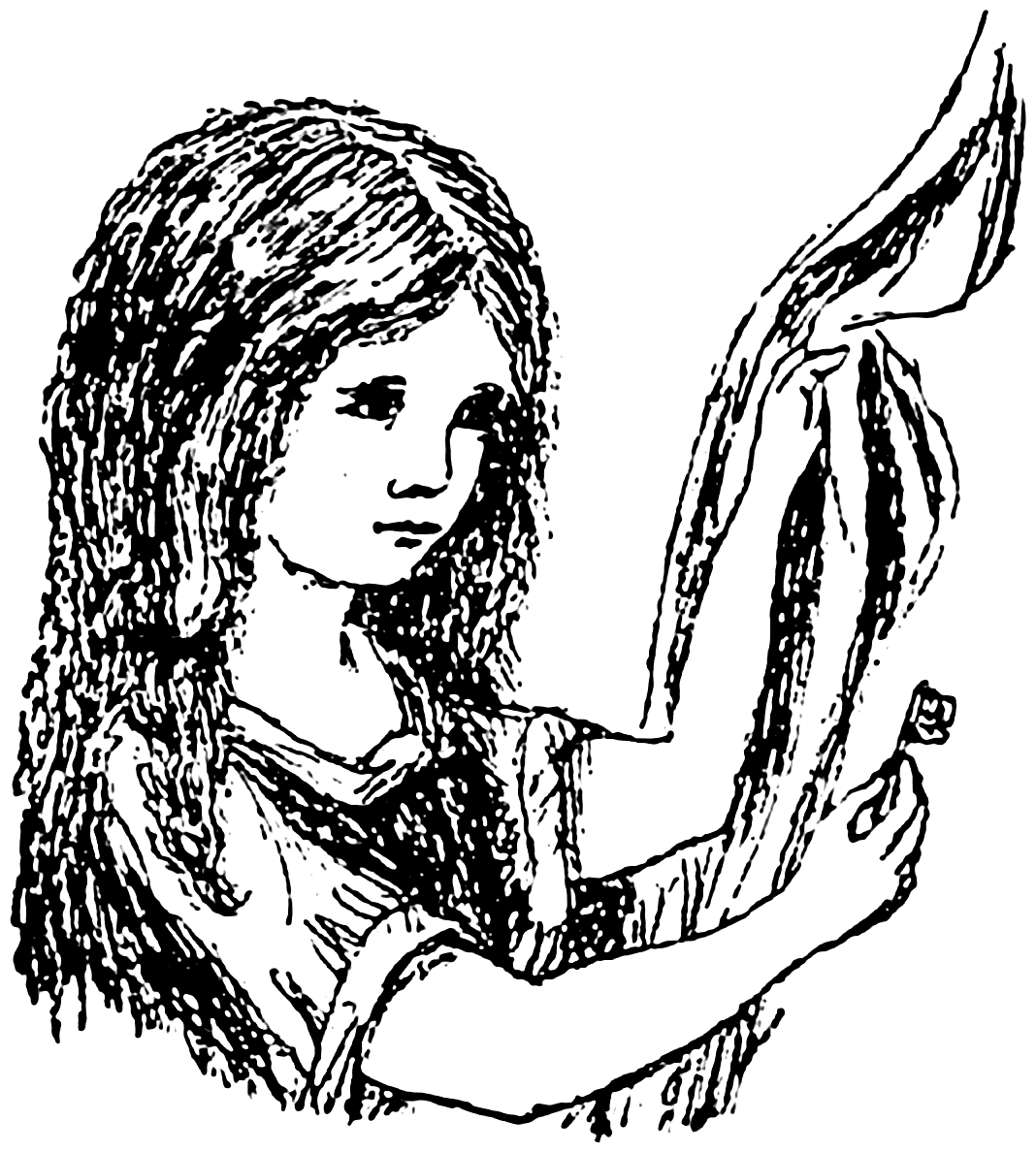
Một trong những bức vẽ của Carroll về Alice trong bản nháp Cuộc phiêu lưu của Alice dưới lòng đất.

Nhân vật Alice ra mắt trong bản nháp đầu tiên của Alice ở xứ sở thần tiên với tựa đề Cuộc phiêu lưu của Alice dưới lòng đất. Cuộc phiêu lưu dưới lòng đất bắt nguồn từ những câu chuyện mà Carroll kể cho chị em nhà Liddell nghe trong chuyến chèo thuyền trên sông Isis với người bạn Robinson Duckworth vào buổi chiều ngày 4 tháng 7 năm 1862, và trong những chuyến chèo thuyền tiếp theo. Carroll đã viết nên câu chuyện mang tên Cuộc phiêu lưu của Alice dưới lòng đất theo yêu cầu của cô bé Alice Liddell khi ấy chỉ mới mười tuổi. Ông hoàn thành tác phẩm vào tháng 2 năm 1864. Cuộc phiêu lưu dưới lòng đất có 37 bức hình minh họa và 27 trong số đó là minh họa Alice. Vì những bức họa về Alice do Carroll vẽ ít giống với ngoại hình cơ thể của Alice Liddell, người mà nhân vật cùng tên nên người ta cho rằng Edith (em gái của Alice Liddell) có thể được ông chọn làm người mẫu. Ông miêu tả nhân vật Alice mặc một chiếc áo trùm hông, trái ngược với những chiếc váy may mà chị em nhà Liddell có thể đã mặc. Những bức vẽ minh họa của ông chịu ảnh hưởng từ các họa sĩ thời Tiền Raphael như Dante Gabriel Rossetti và Arthur Hughes. Điển hình là bức tranh Thiếu nữ bên hoa tử đinh hương (1863) mà ông ngầm đề cập đến trong một bức minh họa của Cuộc phiêu lưu dưới lòng đất. Carroll tặng cho Alice Liddell bản viết tay cuốn Cuộc phiêu lưu của Alice dưới lòng đất vào tháng 11 năm 1864.
John Tenniel vẽ minh họa cho tác phẩm Alice ở xứ sở thần tiên với mức tiền thù lao là 138 bảng Anh, gần bằng 1/4 số tiền mà Carroll kiếm được mỗi năm và số tiền mà Carroll tự trích ra để chi trả. Khi mà Carroll tuyển dụng Tenniel làm họa sĩ minh họa vào tháng 4 năm 1864 thì lúc bấy giờ, Tenniel là một họa sĩ minh họa chủ lực thành công và nổi tiếng của tạp chí trào phúng Punch. Đối lập với Carroll tại thời điểm đó chưa có nhiều tiếng tăm trong sự nghiệp văn chương. Phần lớn tranh minh họa của Tenniel có khả năng dựa trên những bức vẽ từ Cuộc phiêu lưu dưới lòng đất và Carroll đã giám sát kĩ lưỡng tác phẩm của Tenniel. Việc Alice để tóc dài và sáng màu là do Tenniel đề xuất. Alice khoác lên mình bộ trang phục mà hầu như mọi cô gái thuộc tầng lớp trung lưu giữa thời đại Victoria thường mặc ở nhà. Váy yếm của Alice là do Tenniel nghĩ ra và bây giờ đã trở thành món đồ gắn liền với cô bé, "thể hiện tư thế sẵn sàng hành động và không cầu kỳ, kiểu cách". Khắc họa của Tenniel về Alice có sự bắt nguồn từ nhân vật với ngoại hình tương tự xuất hiện trong ít nhất 8 bức tranh biếm họa của tạp chí Punch, trong khoảng thời gian 4 năm bắt đầu từ năm 1860. Ở một bức tranh trào phúng vào năm 1860, nhân vật này mặc bộ đồ lúc bấy giờ gắn liền với Alice: "váy liền thân, tất màu nhạt, giày bệt và một chiếc băng đô trên mái tóc buông xõa", và trông có vẻ như lấy nguyên mẫu từ một cô bé vui vẻ thuộc tầng lớp trung lưu. Cô cũng được mô tả là giống Alice: "một người yêu chuộng hòa bình và không can thiệp vào chuyện khác, kiên nhẫn và lịch sự, đáp trả sự công kích từ người khác một cách từ tốn".
Tiền thù lao cho việc minh họa của Tenniel trong phần Nhìn qua gương soi (1871) tăng lên 290 bảng Anh và Carroll tiếp tục móc hầu bao để trả. Tenniel đã thay đổi trang phục của Alice đi một chút trong phần tiếp theo. Cô bé mặc một đôi tất sọc ngang thay vì tất trơn và có một chiếc váy yếm được trang trí công phu hơn với một chiếc nơ. Ban đầu, Tenniel định cho Alice mặc một "chiếc váy crinoline giống như quân cờ" để sánh vai nữ hoàng với Hoàng hậu Trắng và Hoàng hậu Đỏ nhưng cuối cùng, thiết kế đã bị Carroll từ chối. Trang phục của cô khi làm nữ hoàng và lúc ở trong toa xe lửa là một chiếc váy kiểu polonaise độn hông vốn đã trở thành mốt vào thời điểm đó. Bộ váy mà Alice mặc trong toa xe lửa có một vài điểm chung với trang phục của các nhân vật trong bức tranh Buổi thuyết pháp đầu tiên của tôi (1863) của họa sĩ thời tiền Raphael là John Millais và bức họa Người bạn đồng hành (1862) của Augustus Leopold Egg, họa sĩ thời Victoria. Carroll bày tỏ sự không hài lòng khi Tenniel từ chối sử dụng người mẫu để minh họa cho Alice, viết rằng điều này khiến đầu và chân của cô mất cân xứng.

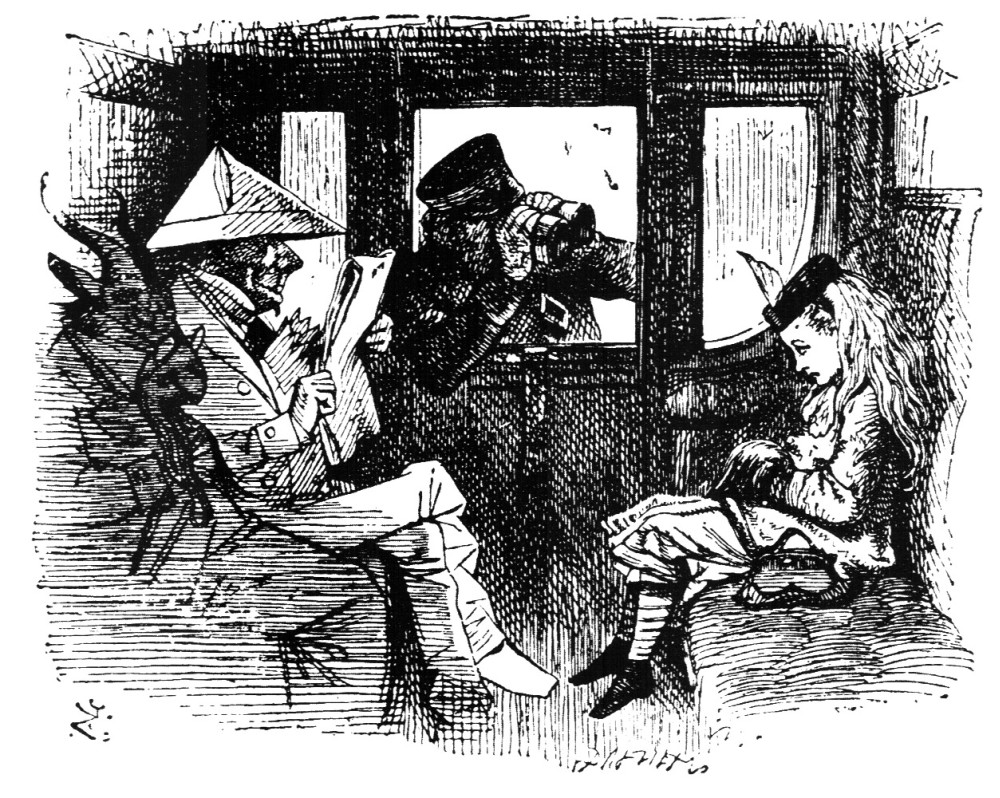
Hình minh họa của Tenniel lấy cảm hứng từ hai bức tranh Buổi thuyết pháp đầu tiên của tôi (1863) và Người bạn đồng hành (1862)

Vào tháng 2 năm 1881, Carroll liên hệ với nhà xuất bản về việc tạo ra tác phẩm Vườn ươm "Alice", phiên bản đơn giản hóa của Alice ở xứ sở thần tiên với những hình minh họa được tô màu và phóng to. Tenniel vẽ màu hai mươi bức tranh minh họa từ tác phẩm Alice ở xứ sở thần tiên, đồng thời hiệu đính ở một số khía cạnh của chúng. Alice được khắc họa là một cô gái tóc vàng, váy màu vàng và tất màu xanh lam. Chiếc váy của cô có xếp nếp với một chiếc nơ ở phía sau và cô có cài nơ trên tóc. Edmund Evans đã in hình minh họa bằng màu sắc thông qua phương pháp chromoxylography, một quy trình sử dụng mộc bản để tạo ra các bản in màu.

## Tầm ảnh hưởng và đón nhận

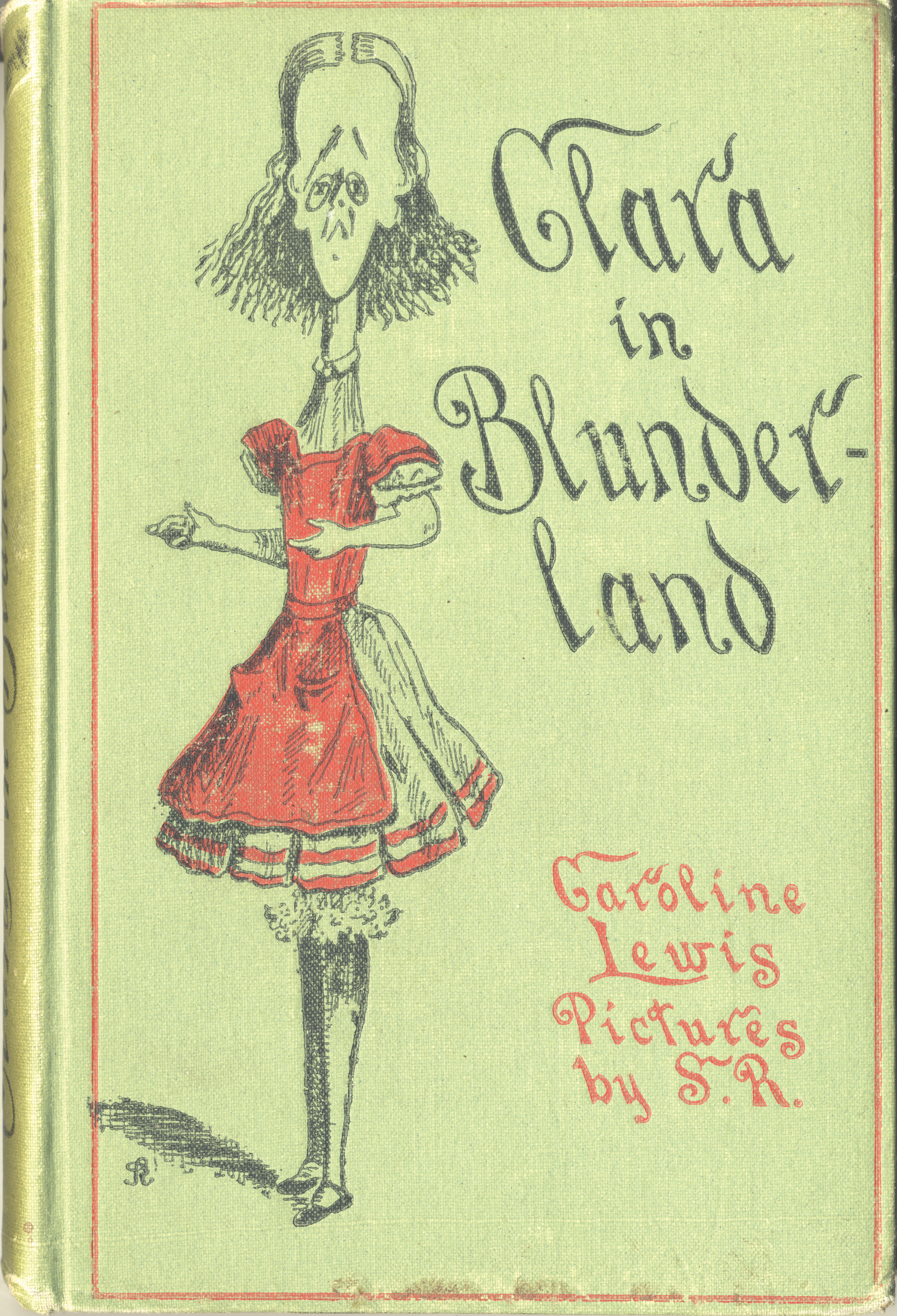
Bìa của tiểu thuyết Clara ở Blunderland (1902), phiên bản giễu nhại chính trị của Alice ở xứ sở thần tiên.

Alice đã được nhìn nhận như một biểu tượng văn hóa. Những cuốn sách về Alice vẫn tiếp tục được in và cuốn sách đầu tiên đã dịch sang hàng trăm ngôn ngữ khác nhau. Độ phổ biến của Alice ở xứ sở thần tiên vẫn tiếp tục duy trì đến tận ngày nay khi thường xuyên được xếp vào top những cuốn sách dành cho thiếu nhi trong các cuộc thăm dò. Trong một cuộc khảo sát vào năm 2015 ở Anh, Alice lọt vào top 20 nhân vật được yêu thích nhất của văn học thiếu nhi. Tên của Alice cũng dùng để đặt cho một loại băng đô mà cô đeo trong những bức tranh minh họa của Tenniel. Độ nổi tiếng tiếp diễn của hai cuốn sách Alice cũng dẫn đến sự ra đời của nhiều tác phẩm chuyển thể, tác phẩm tái hiện, tác phẩm văn học mở rộng, và nhiều loại thương phẩm khác nhau. Ảnh hưởng của hai cuốn sách Alice đối với nền văn học bắt đầu sớm nhất là vào giữa thời đại Victoria khi mà nhiều loại tiểu thuyết khác nhau áp dụng phong cách của tác phẩm. Chúng thường nhại lại tác phẩm Alice để phản ánh một số vấn đề chính trị đương thời, hoặc cải biên một phần xuất hiện trong quyển sách. Nhân vật chính xuất hiện trong những cuốn tiểu thuyết đó thường có nhiều điểm tương đồng với Alice ("lịch sự, nói năng rõ ràng và quyết đoán") bất kể giới tính như thế nào.
Alice ở xứ sở thần tiên và Nhìn qua gương soi là hai tác phẩm thành công về mặt phê bình và thương mại trong cuộc đời của Carroll. Hơn 150.000 bản Alice ở xứ sở thần tiên và 100.000 bản Nhìn qua gương soi đã được in vào năm 1898. Độc giả thời Victoria thường thích những cuốn sách Alice vì nó có tính giải trí nhẹ nhàng và không giáo điều cứng nhắc như các cuốn sách dành cho trẻ em thời đó. Trong bài đánh giá về cuốn sách Alice đầu tiên, The Spectator mô tả Alice là "một cô bé duyên dáng với cách nói chuyện ngọt ngào". Còn tờ The Publisher's Circular ca ngợi cô bé là "một đứa trẻ hồn nhiên, yêu đời." Một số nhà phê bình nghĩ rằng tranh minh họa của Tenniel là điểm cộng đối với quyển sách. The Literary Churchman nhận xét rằng những bức tranh của Tenniel đã cung cấp "sự quyến rũ làm dịu đi tất cả những gì kì quái xuất hiện quanh cô bé." Các nhà phê bình văn học ở giai đoạn về sau đều đánh giá tính cách của Alice là không bình thường hoặc khác biệt với hình tượng nhân vật chính thiếu nhi điển hình ở giữa thế kỷ 19. Richard Kelly coi Alice giống như sự sáng tạo của Carroll về một nhân vật chính khác biệt thông qua việc cải biên hình tượng đứa trẻ mồ côi thời Victoria. Theo Kelly, Alice phải dựa vào chính bản thân mình ở Wonderland khi xa vòng tay gia đình. Tuy nhiên, mạch chuyện không hướng tới giá trị đạo đức và xã hội của trẻ mồ côi mà thay vào đó là kể về cuộc đấu trí của Alice với cư dân Wonderland để khẳng định vai trò của bản thân. Alison Lurie lập luận rằng Alice đã bất chấp vai trò giới và quan niệm giữa thời đại Victoria về mẫu phụ nữ lý tưởng. Alice không có bản tính nào phù hợp với lý tưởng và cô còn có thái độ thách thức những nhân vật lớn tuổi ở Wonderland.
Từ những năm 1930 đến những năm 1940, cuốn sách đã được các nhà phê bình văn học phân tâm học nghiên cứu. Những người theo học thuyết của Sigmund Freud tin rằng những sự kiện trong tác phẩm Alice ở xứ sở thần tiên đều phản ánh nhân cách và dục vọng của tác giả bởi vì các câu chuyện đó được kể một cách tự nhiên. Năm 1933, Anthony Goldschmidt đưa ra "quan điểm đương thời về việc Carroll là người cố kiềm nén sự lệch lạc tình dục" với giả thuyết rằng Alice là cách để mà Carroll bày tỏ ham muốn của mình. Tuy nhiên, nghiên cứu của Goldschmidt có thể chỉ là một trò đùa của ông. Mặc dù vậy thì những người ủng hộ Freud cũng đã tìm thấy trong các cuốn sách những biểu tượng mang đậm tính "ẩn dụ theo thuyết phân tâm học cổ điển": "hang thỏ [có thể là đại diện cho] âm đạo và Alice [có thể tượng trưng cho] dương vật, hồ nước mắt [có thể ám chỉ tới] nước ối, hình tượng người mẹ kích động và người cha bất lực, đe dọa xử chém đầu [có thể xem như] bị thiến, và cả sự biến đổi hình dạng của Alice [có thể là ẩn dụ cho cương cứng]".

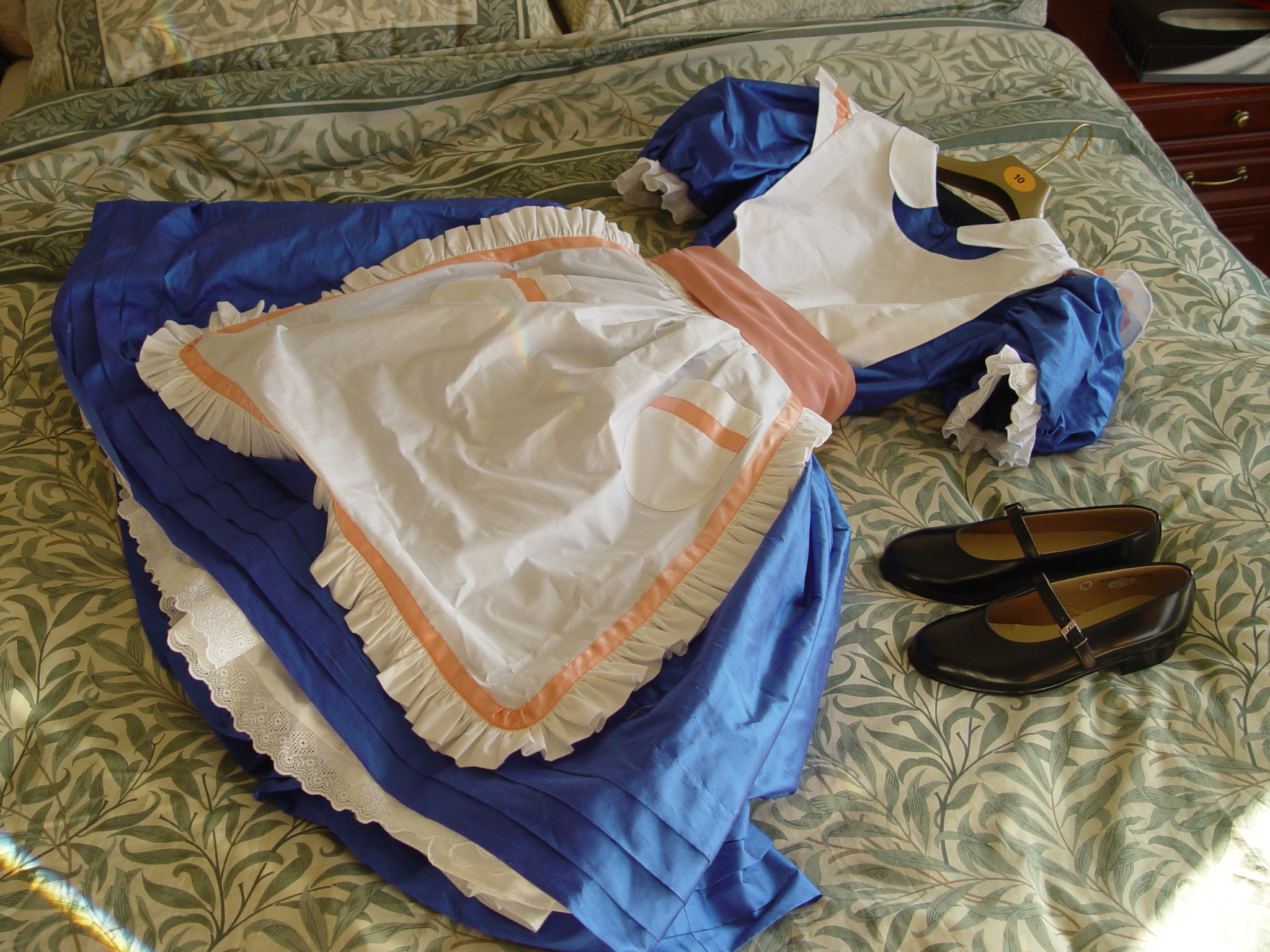
Bộ trang phục Alice ở xứ sở thần tiên dựa trên thiết kế từ bộ phim Alice ở xứ sở thần tiên năm 1972. Đây là mô tả phổ biến nhất về chiếc váy của Alice.

Được mô tả là "đối thủ lớn nhất của Tenniel", Walt Disney đã tạo ra một hình tượng Alice đầy sức ảnh hưởng trong bộ phim chuyển thể năm 1951, góp phần định hình nên hình ảnh Alice trong văn hóa đại chúng. Dẫu vậy, Alice từ trước từng được miêu tả là một cô bé tóc vàng mặc váy xanh trong một ấn bản trái phép của hai cuốn sách Alice tại Hoa Kỳ do Thomas Crowell (1893) phát hành. Đó có thể là lần đầu tiên Alice được mô tả như vậy. Dù sao thì chân dung của Alice do Disney tạo ra vẫn có tầm ảnh hưởng lớn nhất trong việc phổ biến hình tượng Alice hiện tại. Phiên bản Alice của Disney lấy cơ sở hình ảnh từ bản vẽ ý tưởng của Mary Blair và hình minh họa của Tenniel. Mặc dù bộ phim thời gian đầu không mấy thành công nhưng sau này trở nên phổ biến với các sinh viên cao đẳng theo phong trào Hippie, họ xem bộ phim như chất liệu giúp họ đắm chìm trong cơn phê thuốc. Điều này buộc Disney phải tái phát hành bộ phim Alice ở xứ sở thần tiên vào năm 1974 tại Hoa Kỳ, kèm theo lời quảng cáo chống lại hội sinh viên theo phong trào này. Bộ phim vẫn tiếp tục thu hút hội sinh viên một cách không thể lý giải bất chấp việc nó được tạo ra để hướng tới đối tượng trẻ em và là loại hình giải trí thân thiện với gia đình.
Sức hấp dẫn của Alice vẫn còn kéo dài tới thế kỷ 21, có thể là do cô là nhân vật dễ tái hiện. Catherine Robson viết rằng "Ở tất cả các tạo hình khác nhau và có liên kết với cô bé bao gồm: dưới lòng đất và nhìn qua gương soi, [thông qua diễn tả] bằng văn bản và hình ảnh, được vẽ và chụp ảnh, [được minh họa] là một cô bé tóc nâu trong phác thảo của Carroll hoặc cô bé tóc vàng trong tranh của Tenniel hoặc tiểu thư đoan trang của Disney, với tư cách là Alice Liddell đời thực [...] Alice là một biểu tượng văn hóa tối cao, có thể tồn tại dưới bất kỳ hình thức nào và hiện hữu ở khắp nơi như cách mà cô đã từng trong thời đại Victoria." Zoe Jacques và Eugene Giddens chỉ ra rằng nhân vật này có một địa vị trong văn hóa đại chúng, khi mà hình tượng "Alice mặc váy xanh ở đâu cũng có, giống như [nhắc đến] Hamlet [là nghĩ ngay tới anh chàng] cầm đầu lâu trên tay vậy". Điều này giúp tạo cho cô bé "một vị thế kì lạ, nhờ đó mà công chúng 'biết' đến Alice mà không cần đọc tới Xứ sở thần tiên hay Nhìn qua gương soi gì cả." Họ cho rằng điều này cho phép sự tự do sáng tạo trong những lần chuyển thể tiếp theo, khi mà không cần phải trung thành tuyệt đối với nguyên tác.
Tại Nhật Bản, Alice có ảnh hưởng đáng kể đến văn hóa đại chúng. Tranh vẽ của Carroll và phim chuyển thể của Disney được ghi nhận là những yếu tố giúp hai cuốn tiểu thuyết tiếp tục thu về sự đón nhận tích cực. Trong văn hóa giới trẻ ở Nhật Bản thì cô bé được xem là hình tượng "nhân vật nổi loạn theo cách mà những 'hippie' người Anh và Mỹ từng làm trong thập niên 1960." Cô cũng là nguồn cảm hứng cho thời trang Nhật Bản, đặc biệt là thời trang Lolita. Nguyên nhân mà Alice phổ biến ở Nhật có thể là do cô gần gũi với hình mẫu shōjo lý tưởng. Theo quan niệm của người Nhật thì một thiếu nữ phải "dịu dàng, trong sáng bên ngoài và có sự tự do, phóng khoáng bên trong."

### Các tranh minh họa khác
Hai cuốn sách Alice thường xuyên được minh họa lại. Bản quyền của Alice ở xứ sở thần tiên hết hạn vào năm 1907 dẫn đến sự ra đời của 8 bản in mới, trong đó có một bản do Arthur Rackham minh họa theo phong cách Art Noveau (Tân Nghệ thuật). Những họa sĩ minh họa cho các ấn bản khác xuất bản vào năm 1907 bao gồm Charles Robinson, Alice Ross, W. H. Walker, Thomas Maybank và Millicent Sowerby. Trong số những họa sĩ minh họa đáng chú ý khác có Blanche McManus (1896); Peter Newell (1901) với phong cách nghệ thuật đơn sắc; Mabel Lucie Atwell (1910); Harry Furniss (1926); và Willy Pogany (1929) theo phong cách Art Deco.
Từ thập niên 1930 trở về sau thì những họa sĩ minh họa có tiếng khác bao gồm Edgar Thurstan (1931), với bức tranh có hình ảnh ám chỉ đến cuộc khủng hoảng tài chính ở New York vào năm 1929; D.R. Sexton (1933) và J. Morton Sale (1933) với cách minh họa Alice có phần già dặn hơn; Mervyn Peake (1954) với phong cách vẽ minh họa được các nhà phê bình đánh giá cao; Ralph Steadman (1967) với tác phẩm minh họa giúp ông nhận được giải thưởng Francis Williams Book Illustration vào năm 1972; Salvador Dalí (1969) với tranh minh họa theo chủ nghĩa siêu thực; và Peter Blake sử dụng màu nước để vẽ tranh minh họa (1970). Tính đến năm 1972 đã có 90 người vẽ minh họa cho Alice ở xứ sở thần tiên và 21 người vẽ cho Nhìn qua gương soi. Kể từ thập niên 1980, 1990 và đầu 2000 thì các họa sĩ nổi bật có thể kể đến là Barry Moser (1982); Greg Hildebrandt (1990); David Frankland (1996); Lisbeth Zwerger (1999); Helen Oxenbury (1999); và DeLoss McGraw (2001).